# Asedio de Bagdad (1733)
El asedio de Bagdad (1733) fue un asedio relativamente corto pero intenso del ejército persa al mando de Nader sobre Bagdad, controlada por los otomanos. El resultado no se decidió en Bagdad, sino muy al norte, cerca de Samarra, donde una gran fuerza de socorro comandada por el pachá Topal infligió una derrota decisiva al ejército persa de Nader (la única derrota en el campo de batalla de la carrera de Nader). Los sitiadores persas se vieron obligados a huir con la pérdida de la mayor parte de su equipo y salvando a una guarnición muy agotada y desesperada por encontrar alivio.

## Comienzo del asedio
Ahmad Pasha, el gobernador del Eyalat de Bagdad, se aferró con cautela a la orilla izquierda del Tigris sabiendo la formidable barrera que suponía para el ejército persa invasor. Nader acampó en la orilla oriental y recurrió a una estratagema por la que engañaría a los otomanos manteniendo a gran parte de sus hombres en el campamento y sus alrededores, pero sólo para reunir a un pequeño grupo de soldados elegidos a dedo para marchar hacia el norte al amparo de la noche.
El 15 de febrero Nader cruzó el Tigris con 2500 e inmediatamente se dirigió hacia el sur con otros 1500 hombres que consiguieron hacer la travesía para seguir a Nader justo antes de que el puente sobre el río se derrumbara sobre él. Ahmad Pasha aceleró la remontada del Tigris en cuanto se enteró de la presencia del contingente persa en la orilla izquierda del río. La pequeña banda de Nader incluía tres fowj de kurdos (cada fowj era una unidad de 1000 soldados), turcomanos y tropas afganas abdalíes que formaron contra un formidable asalto otomano que contenía artillería, caballería y jenízaros (infantería).
Los turcomanos y los kurdos fueron rechazados, pero los abdalíes resistieron lo suficiente para que los 1500 hombres que cruzaron el Tigris antes del derrumbamiento del puente llegaran desde el norte. Nader los reunió en formación y los introdujo en la batalla, haciendo retroceder poco a poco a la línea de Ahmad pasha hasta que fue rota y los restos huyeron hacia Bagdad dejando atrás muchas armas y cadáveres. Nader ordenó ahorcar a algunos de los kurdos y turcomanos por su cobardía ante el peligro y, por el contrario, recompensó a los abdalíes.
Los alrededores de Bagdad pronto se llenaron de soldados persas que se unieron a sus camaradas de la orilla oriental del Tigris y comenzaron un esfuerzo colosal construyendo 2700 torres alrededor del perímetro de la ciudad. Se calcula que un total de 300.000 persas asediaban las murallas de Bagdad, aunque sólo 100 000 de ellos eran soldados.

## Llegada de Topal Osman Pasha
El resultado del sitio sin embargo se decidió muchas millas al norte de Bagdad cerca de una ciudad llamada Samarra donde Estambul había enviado el mejor ejército que podía reunir bajo el mando del mejor general que tenía: Topal Osman Pasha. Nader marchó arrogantemente hacia el norte para atacar a la fuerza de socorro otomana en lugar de elegir un campo de batalla adecuado para una batalla defensiva. El resultado fue uno de los enfrentamientos más sangrientos de las campañas de Nader, con casi la mitad del ejército persa "fuera de combate", e incluso los otomanos perdieron una cuarta parte de su ejército, lo que dejó la aterradora cifra de 20 000 hombres como bajas de la debacle.
De hecho, la batalla fue tan aplastantemente decisiva que obligó a los persas a abandonar por completo el Irak otomano, salvando Bagdad de una captura segura por parte de Persia.
Aunque Nader se repondría milagrosamente de su derrota, destruyendo el ejército de Topal Pachá, no consiguió capturar Bagdad en su campaña posterior (principalmente debido a una insurrección en el sur de Persia que requería su presencia inmediata).